# Кембриджская обсерватория
Кембриджская обсерватория — астрономическая обсерватория, основанная в 1823 году в Кембриджском университете, Англия. С 1972 года является частью Института астрономии. В старом здании обсерватории располагается библиотека. С 1990 по 1998 года Королевская Гринвическая обсерватория базировалась в Кембридже в Гринвич-хаусе, чуть севернее Кембриджской обсерватории. В 1912 году Обсерватория физики Солнца была перенесена в Кембридж.

## Руководители обсерватории
- 1828—1835 — Эйри, Джордж Биддель
- 1836—1861 — Чэллис, Джеймс
- 1892—1913 (?) — Роберт Стоуэлл Болл[англ.]
- 1914—1944 (?) — Эддингтон, Артур Стэнли
- 1946—1947 (?) — Стрэттон, Фредерик Джон Мэриан (в 1928—1947 гг. директор обсерватории солнечной физики)
- сейчас — Роберт Кенникутт

## Инструменты обсерватории
- 91-см рефлектор (работавший в 1913—1955 годах)
- 91-см рефлектор (f/4.5, f/18 и f/30; построен в 1951—1955 годах, работает сейчас)
- 24/17-дюймовая f/3.7 камера Шмидта (19 июня 2009 года перевезена в другую обсерваторию для работы в проекте DRAX)
- Northumberland (D = 11.6 дюйма, F=19 футов 6 дюймов) — исторический инструмент, подаренный герцогом of Northumberland в 1830-х годах. На тот момент он был одним из крупнейших рефракторов в мире. Построен в 1833 году. В 1983 году оптика телескопа заменена на более современную (D = 12 дюймов)
- Thorrowgood (D = 8 дюйма, F= 114 дюймов) — исторический инструмент (создал в 1864 году {{iw|Кук, Томас (приборостроитель)|Томас Кук||Thomas Cooke (machinist)]]). В 1864—1928 годах был в частном владении. С 1929 года в обсерватории.
- На базе Кембриджской обсерватории в 1957 году была создана первая в Англии радиообсерватория — Маллардовская радиоастрономическая обсерватория[англ.]
- Трехзеркальный телескоп (зеркальная широкоугольная камера) (D = 500 мм, F = 800 мм)
- Solar Instruments — начало XX века
- Спектроскоп на 25-дюймовом экватореале
- Transit Circle (1870 год)
- Целостат
- Меридианные инструменты
- 25-дюймовый рефрактор (был в обсерватории 1889—1958 года, был пожертвован из частной обсерватории Роберта Стирлинга Ньюолла[англ.] после его смерти)
- 30-см рефрактор (1835 год, производитель: Cauchoix)

## Отделы обсерватории
- Лаборатория солнечной физики
- Радиообсерватория
- Библиотека

## Направления исследований
- Исследование радиальных скоростей звёзд (91-см телескоп)
- Радионаблюдения
- Физика Солнца

## Основные достижения
- Третий Кембриджский каталог радиоисточников
- Участие в поисках планеты Нептун

## Известные сотрудники
- 1820-е года — Вудхаус, Роберт[англ.]
- 1833—1835 — Глейшер, Джеймс — метеоролог, работавший в обсерватории
- Адамс, Джон Кух — работал в обсерватории, умер в обсерватории. Первым рассчитал положение Нептуна
- 1847—1854 — Тодд, Чарльз[англ.]
- 1864—1903 — Грэхем, Эндрю — работал первым ассистентом обсерватории
- Хинкс, Артур Роберт[англ.]
- Белл, Джулия[англ.]
- 1903—1905 — работал Расселл, Генри Норрис
- Тэкери, Эндрю Дейвид
- Эванс, Дэвид Стэнли[англ.]
- 1937—1939 — Вулли, Ричард
- 1969—1970 — Купер, Хизер[англ.]
- Телескоп астронома Ричарда Шипшэнкса[англ.] был пожертвован обсерватории после его смерти